# パークタワー勝どき
パークタワー勝どき（パークタワーかちどき、Park tower かちどき）は、東京都中央区勝どきの超高層マンション。

## 概要
勝どき東地区市街地再開発組合による再開発事業である。事業費は約1,806億円。GRAND MARINA TOKYOプロジェクトの一部であり、「パークタワー勝どきミッド」、「パークタワー勝どきサウス」の2つのタワーから構成される。2023年9月1日運営開始。
売主・販売代理店は三井不動産レジデンシャル。売主・設計・施工はサウスは鹿島、ミッドは清水建設。